# Kandahar (province)
Pour les articles homonymes, voir Kandahar (homonymie).
Kandahar ou Kandahâr  est l'une des plus grandes des trente-quatre provinces de l'Afghanistan. Elle est située dans le Sud de l'Afghanistan, entre l'Helmand, l'Orozgân et la province de Zâbol. Sa capitale est la ville de Kandahar, qui est située sur la rivière Arghandab. La province compte 1 151 100 habitants, dont plus de 450 000 pour la seule capitale. Les habitants de la province de Kandahâr sont principalement des Pachtounes.

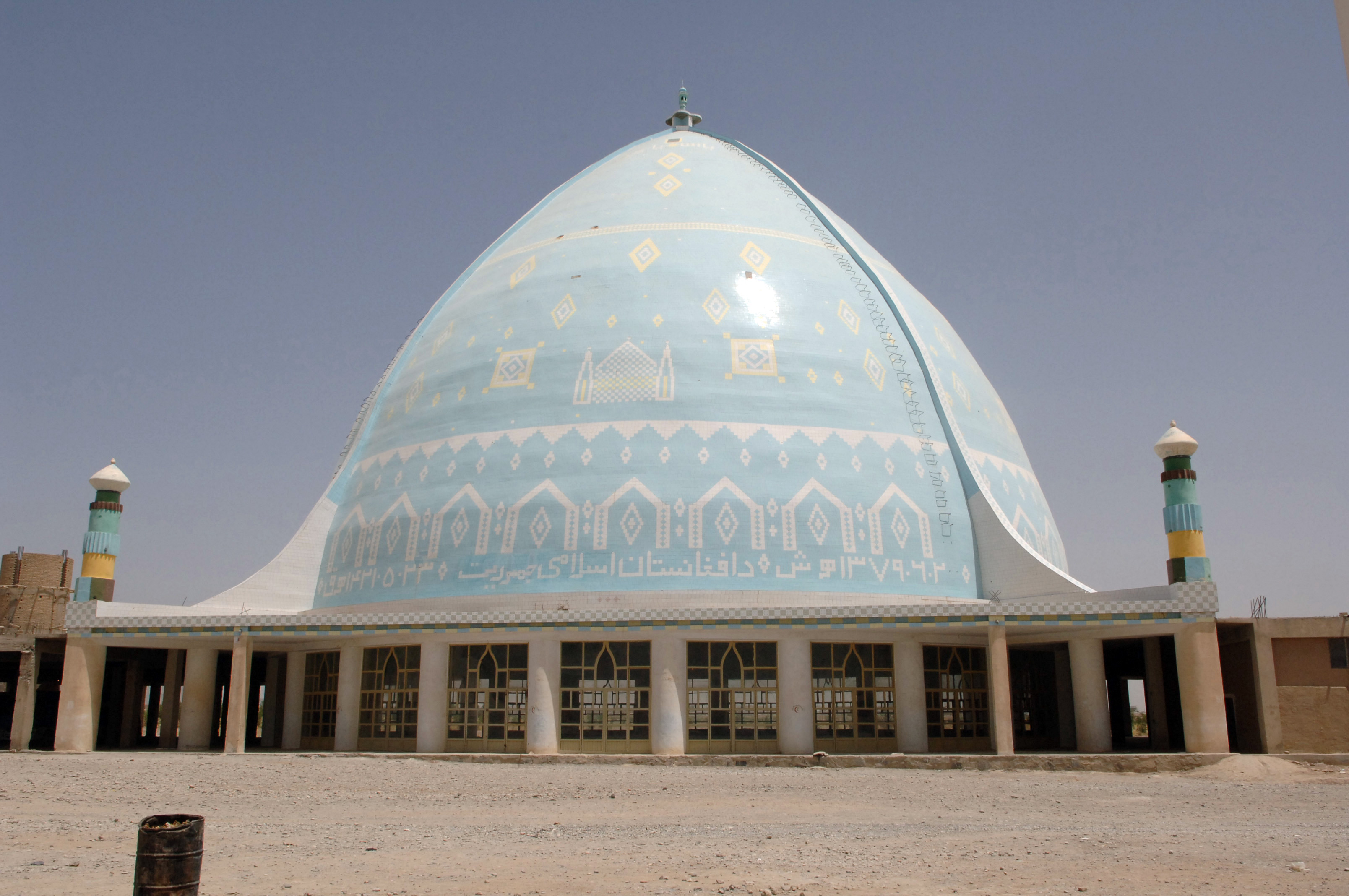
Une vue de face de la mosquée de l'Université de Kandahar

## Administration
Gul Agha Sherzai a été le gouverneur de la province avant et après la période talibane, jusqu'à début 2004, période pendant laquelle celui-ci fait l'objet de plus en plus de critiques, et qui a conduit le président Hamid Karzai à l'évincer de son poste. Il a été remplacé par Asadullah Khalid, qui a gouverné la province jusqu'à la nomination de Rahmatullah Raufi en août 2008.
Le gouverneur actuel de la province de Kandahâr est Tooryalai Wesa, nommé en décembre 2008. C'est un afghano-canadien originaire du district d'Arghandab.

## Districts
Liste des districts de la province de Kandahar:

Districts de la province de Kandahar avant 2005

| District      | Population | Remarques                                                                    |
| ------------- | ---------- | ---------------------------------------------------------------------------- |
| Arghandab     | 60 200     |                                                                              |
| Arghistan     | 33 400     |                                                                              |
| Daman         | 33 700     |                                                                              |
| Ghorak        | 9 400      |                                                                              |
| Kandahâr      | 491 500    |                                                                              |
| Khakrez       | 22 200     |                                                                              |
| Maruf         | 32 100     |                                                                              |
| Maywand       | 57 000     |                                                                              |
| Miyan Nasheen | 14 600     | Créé en 2005 au sein du district de Shah Wali Kot                            |
| Naish         | 13 000     | Séparé de la province de l'Orozgan en 2005                                   |
| Panjwaye      | 84 700     |                                                                              |
| Reg           | 8 700      |                                                                              |
| Shah Wali Kot | 42 200     | Subdivisé en 2005                                                            |
| Shorabak      | 11 200     |                                                                              |
| Spin Boldak   | 97 800     |                                                                              |
| Zhari         | 83 400     | Créé en 2005 d'une partie du district de Maywand et d'une partie du Panjwaye |